# Calliostoma laugieri
Calliostoma laugieri là một loài ốc biển, là động vật thân mềm chân bụng sống ở biển thuộc họ Calliostomatidae.

## Hình ảnh

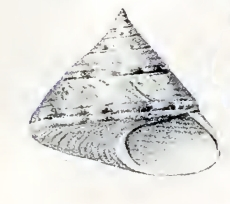
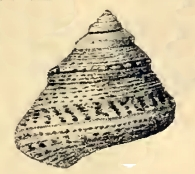